# Nelson Merlo
Nelson Merlo (São Paulo, 15 de julho de 1983) é um piloto automobilístico brasileiro. Em 2005 foi campeão da Fórmula Renault brasileira, vencendo seis provas em sua primeira temporada, um novo recorde para a categoria.

## Trajetória no automobilismo
Merlo iniciou sua carreira em 1995 no kart, onde permaneceu ate 2002 quando foi para a categoria Formula São Paulo (F-Ford), sendo campeão Paulista de Formula São Paulo em 2003 e 2004.
Em 2005 foi para a Formula Renault Brasileira, sendo campeão novamente e ganhando como prêmio da Renault um teste de Formula World Series 3.5 em Paul Ricard. E a temporada completa de Fórmula 3 sul-americana 2006.
Em 2008 sagrou-se campeão da Fórmula 3 sul-americana, vencendo oito provas, sendo sete consecutivas.
Com mais este título, Merlo se tornou o único piloto na historia a vencer em três campeonatos de fórmula que existem no Brasil.